# Frenesie... militari
Frenesie... militari (Biloxi Blues) è un film del 1988 diretto da Mike Nichols, tratto dalla commedia di Neil Simon Biloxi Blues.

## Trama
A Biloxi, una decentrata base militare americana nel sud del Mississippi, arrivano  diversi squadroni di reclute da vari stati del paese dopo un viaggio estenuante. Ad accoglierli ci sono dei duri sergenti che impietosamente li sottopongono subito a prove pesantissime e rivolgono loro discorsi sulla disciplina ferrea che deve regolare d'ora in avanti la loro vita. Eugene Morris Jerome fa parte di uno squadrone che sarà addestrato per dieci settimane dal cinico sergente Merwin J. Toomey prima di essere mandato al fronte. Jerome proviene da una famiglia benestante di New York ed ha aspirazioni di scrittore ed è solito passare molto tempo ad annotare le proprie impressioni su un diario che tiene al riaparo da occhi curiosi.